# Jewgeni Witaljewitsch Krassilnikow
Jewgeni Witaljewitsch Krassilnikow (russisch Евгений Витальевич Красильников; * 7. April 1965 in Kurgan; † 8. März 2014) war ein russischer Volleyballspieler, der 1988 in bei den Olympischen Sommerspielen in Seoul mit der sowjetischen Mannschaft die Silbermedaille gewann. Bei den Olympischen Sommerspielen 1992 in Barcelona gehörte er zum Olympiaaufgebot der GUS und wurde Siebter. Außerdem wurde er 1991 Europameister in Deutschland und Weltpokalsieger in Japan. Mit Dynamo Moskau gewann Krassilnikow 1985 den Europapokal der Pokalsieger und wurde viermal russischer Vizemeister. Mit Halkbank Ankara wurde er zweimal türkischer Meister.